# ジベレリン酸
ジベレリン酸（ジベレリンさん、gibberellic acid、GA）またはジベレリンA3（GA3）は、植物ホルモンの一つ。化学式はC19H22O6。白または淡黄色の粉末で、エタノールに可溶、水（5 g/L, 20℃）には少し溶ける。
ジベレリン酸は単純なジベレリンで、細胞の成長と伸長を促進する。ジベレリン酸は少量で使われ、植物の分解・腐敗・成長に作用するが、いつかは植物に耐性が発現する。ジベレリン酸は、加水分解酵素がコードされているmRNA分子を生産し、種子の発芽の細胞を刺激する。ジベレリン酸は天然に産出する中では強力な植物ホルモンである。ジベレリン酸は成長の調節には超低濃度で使用される。一方、高濃度だと逆の作用を示す。通常は、0.01～10 mg/Lの濃度で使われる。

## 発見
1926年 台湾総督府農事試験場の黒沢英一が、イネ馬鹿苗病菌に着目。（Gibberella fujikuroi ）の代謝生産物に稲を伸長させる作用があることを発見し学会に発表。ジベレリンが発見された。
1935年、黒沢英一より株を分与された藪田貞治郎が、黒沢の研究を引き継ぐ形で代謝副産物からジベレリンの単離に成功、命名者となった。イネ馬鹿苗病とは感染したイネが普通のものより非常に高く成長してしまう病気である。ジベレリン酸には茎の加速の促進、細胞分裂の促進、種子の発芽の誘発の作用を持つ。
1938年、藪田・住木諭介によりジベレリン（ジベレリンA、ジベレリンB）が結晶化された。
1954年、イギリスのGroveらの研究グループが、Gibberella fujikuroiの培養液から、新規ジベレリンを発見しgibberellic acid（ジベレリン酸）と命名した。
1955年、アメリカのStodolaらは、新規ジベレリン、gibberellin-Xを単離した。サンプルを交換して調べた結果、gibberellin-Xはジベレリン酸と同一の化合物であることが明らかになった。
1955年、藪田らが以前結晶化したジベレリンAは、GA1、GA2、GA3（ジベレリン酸）の混合物であることが明らかとなった。
1956年、Crossらによってジベレリン酸の構造が推定されたが、後に訂正された。

## 応用
ジベレリン酸は、実験室またはビニールハウスで休眠中の種子の発芽を促進するために時々使われている。
また、ブドウ栽培産業においては維管束を大きくして大きなブドウを作ったり、種なしブドウを作ったり、さらにサクランボの成長調節などに広く使われている。